# Automatica (czasopismo)
Automatica – recenzowane czasopismo naukowe publikujące prace z zakresu systemów i sterowania (w tym teorii sterowania, projektowania układów i zastosowań automatyki). Ukazuje się od 1963 roku (od 1969 pod egidą IFAC, czyli International Federation of Automatic Control). Miesięcznik. Wydawcą jest koncern Elsevier.
Obok najnowszych wyników badań i prac teoretycznych publikowane są także ankiety, komunikaty techniczne, artykuły korespondencyjne oraz recenzje książek. Ukazują się także materiały specjalne dotyczące wybranych zagadnień.
Tematyka publikowanych prac obejmuje takie zagadnienia jak m.in.: teoria i projektowanie systemów i komponentów kontrolnych (w tym systemy kontroli z wykorzystaniem metod geometrycznych, optymalnych, stochastycznych, nieliniowych, teorii gier i oceny stanu); kontrola adaptacyjna (w tym robotyka, sieci neuronowe, estymacja parametrów i wykrywanie uszkodzeń systemu); sztuczna inteligencja, systemy rozmyte i eksperckie, systemy hierarchiczne oraz typu człowiek-maszyna, inżynieria systemów; przetwarzanie danych; komputery do komputerowego wspomagania projektowania, wytwarzania i sterowania różnymi procesami przemysłowymi, pojazdami kosmicznymi i statkami powietrznymi, ruchem, systemami biomedycznymi, gospodarkami krajowymi, systemami energetycznymi, rolnictwem i zasobami naturalnymi.
Pismo ma współczynnik wpływu impact factor (IF) wynoszący 6,126 (2017) oraz wskaźnik Hirscha równy 221 (2017). 
W międzynarodowym rankingu SCImago Journal Rank (SJR) mierzącym znaczenie poszczególnych czasopism naukowych „Automatica" zostało w 2017 roku sklasyfikowane na:
- 2. miejscu wśród czasopism z zakresu sterowania i inżynierii systemów[4]
- 5. miejscu wśród czasopism z zakresu inżynierii elektrycznej i elektronicznej[5]

W polskich wykazach czasopism punktowanych przez Ministerstwo Nauki i Szkolnictwa Wyższego publikacja w tym czasopiśmie otrzymywała 45 punktów (lata 2013-2016).
Redaktorem naczelnym czasopisma jest Andrew R. Teel – związany z Department of Electrical and Computer Engineering Uniwersytetu Kalifornijskiego w Santa Barbara. 
Artykuły ukazujące się w tym tytule są indeksowane m.in. w: AMS Mathematical Reviews, AMS MathsSciNet, Cambridge Scientific Abstracts, Current Contents/Engineering, Computing & Technology, Current Mathematical Publications, EBSCOhost, Engineering Index Monthly, Gale, Science Citation Index, PubMed, Scopusie oraz Web of Science.
Czasopismo należy do kolekcji periodyków wydawanych pod auspicjami International Federation of Automatic Control. Inne tytuły IFAC to: „Control Engineering Practice", „Annual Reviews in Control", „Engineering Applications of Artificial Intelligence", „Journal of Process Control", „Mechatronics", „Nonlinear Analysis: Hybrid Systems" oraz „IFAC Journal of Systems and Control".